# Övre Djuptjärnen, Dalarna
Övre Djuptjärnen är en sjö i Falu kommun i Dalarna och ingår i Gavleåns huvudavrinningsområde.